# Савез хокеја на леду Данске
Савез хокеја на леду Данске (ДИУ) (дан. Danmarks Ishockey Union (DIU)) кровна је спортска организација задужена за професионални и аматерски хокеј на леду на подручју Краљевине Данске. 
Савез је пуноправни члан Међународне хокејашке федерације (ИИХФ од 27. априла 1947. године), и националног олимпијског комитета и конфедерације спортова Данске. 
Седиште Савеза налази се у граду Брендбију.

## Историја
Унија спортова на леду Данске (дан. Dansk Skøjte Union (DSU)) постала је пуноправним чланом ИИХФ 27. априла 1947. године и између осталих била је задужена за развој и промоцију хокеја на леду. Због велике популарности и ширења хокеја на леду из ДСУ се 27. новембра 1949. издвојила ДИУ која је била задужена искључиво за овај спорт. 
У предстојећим годинама основане су и посебне секције регионалних хокејашких подсавеза, прво Јитландска (дан. Jysk Ishockey Union) 1959, а потом и Сјеландска (дан. Sjællands Ishockey Union) 1962. године. Пошто је с временом ДИУ постепено преузела све њихове ингеренце, оба подсавеза су распуштена 2010. године. 

## Такмичења
Дански хокејашки савез је задужен за такмичења у аматерском и професионалном хокеју на леду у земљи. 
Хокејашка суперлига (дан. Superisligaen, Eliteserien) представља највиши ранг клупског хокеја у земљи. Основана је 1954. и функционише на полупрофесионалном нивоу. Професионалне уговоре имају једино страни играчи и национални репрезентативци. У лиги углавном учествује између 8 и 10 екипа. Поред две ниже лиге, игра се и национални куп, а организују се и такмичења у нижим узрасним категоријама. 
Сениорска мушка репрезентација премијерну утакмицу одиграла је у Стокхолму против Канаде, 12. фебруара 1949. године. Утакмицу су изгубили са 0:47 што представља уједно и најубедљиви пораз у историји. Највећу победу остварили су против Белгије 1977. године резултатом 27:4
Женска сениорска репрезентација је на међународној сцени од 1987. и дебитантског меча против селекције Енглеске (18. децембар) и победе 5:1.

## Савез у бројкама
Према подацима ИИХФ из 2013. на подручју под ингеренцијом данског савеза регистровано је 4.198 играча, односно 2.013 играча у сениорској (1.627 мушкараца и 406 жена) и 2.165 у јуниорској конкуренцији. Судијску лиценцу поседовало је 106 арбитара. Хокејашку инфраструктуру која је у одличном стању чини 25 затворених ледених дворана које се налазе у готово сваком већем граду у земљи. 